# GADD45G
GADD45G (англ. Growth arrest and DNA damage inducible gamma) – білок, який кодується однойменним геном, розташованим у людей на короткому плечі 9-ї хромосоми. Довжина поліпептидного ланцюга білка становить 159 амінокислот, а молекулярна маса — 17 121.
| 10         |  | 20         |  | 30         |  | 40         |  | 50         |
| ---------- |  | ---------- |  | ---------- |  | ---------- |  | ---------- |
| MTLEEVRGQD |  | TVPESTARMQ |  | GAGKALHELL |  | LSAQRQGCLT |  | AGVYESAKVL |
| NVDPDNVTFC |  | VLAAGEEDEG |  | DIALQIHFTL |  | IQAFCCENDI |  | DIVRVGDVQR |
| LAAIVGAGEE |  | AGAPGDLHCI |  | LISNPNEDAW |  | KDPALEKLSL |  | FCEESRSVND |
| WVPSITLPE  |  |            |  |            |  |            |  |            |

A: Аланін

C: Цистеїн

D: Аспарагінова кислота

E: Глутамінова кислота

F: Фенілаланін

G: Гліцин

H: Гістидин

I: Ізолейцин

K: Лізин

L: Лейцин

M: Метіонін

N: Аспарагін

P: Пролін

Q: Глутамін

R: Аргінін

S: Серин

T: Треонін

V: Валін

W: Триптофан

Кодований геном білок за функцією належить до білків розвитку. 
Задіяний у таких біологічних процесах, як апоптоз, диференціація клітин. 